# Повіт Санто
Пові́т Санто́ (яп. 三島郡, さんとうぐん, МФА: [santoː guɴ]) — повіт в префектурі Ніїґата, Японія.